# Adolphe Prier de Saone
Adolphe Henri Edouard Prier de Saone (Le Havre, 21 februari 1867 - Spa, 2 mei 1931) was een Belgische atleet, die gespecialiseerd was in het kogelstoten. Hij veroverde twee Belgische titels.

## Biografie
Prier de Saone werd in 1898 de eerste Belgisch kampioen kogelstoten. Het jaar nadien verlengde hij deze titel.
Prier de Saone was aangesloten bij Racing Club Brussel. Naast atletiek was hij ook actief in het boksen, het voetbal, de paardensport en de automobielsport.
Prier de Saone huwde in 1904 met de Franse zangeres Marie Delna. Bij zijn overlijden was hij directeur van het Casino van Spa.

## Belgische kampioenschappen
| Onderdeel   | Jaar       |
| ----------- | ---------- |
| kogelstoten | 1898, 1899 |

## Persoonlijke records
| Onderdeel   | Prestatie       | Datum        | Plaats  |
| ----------- | --------------- | ------------ | ------- |
| kogelstoten | 10,35 m (ex NR) | 11 juni 1899 | Brussel |

## Palmares

### kogelstoten
- 1898:  BK AC - 9,95 m
- 1899:  BK AC - 10,35 m